# Марзија (Асколи Пичено)
Марзија (итал. Marsia) насеље је у Италији у округу Асколи Пичено, региону Марке.
Према процени из 2011. у насељу је живело 1014 становника. Насеље се налази на надморској висини од 297 м.